# آلمانی معیار سوئیس
آلمانی معیار سوئیس (آلمانی: Schweizer Standarddeutsch)، یا آلمانی بالای سوئیس (آلمانی: Schweizer Hochdeutsch یا Schweizerhochdeutsch)، که سوئیسی‌ها آن را Schriftdeutsch یا Hochdeutsch می‌نامند، گونه‌ای از آلمانی معیار و یکی از چهار زبان رسمی در سوئیس، در کنار فرانسوی، ایتالیایی و رومانش است. از این گونه در مناطق آلمانی‌زبان سوئیس و لیختن‌اشتاین استفاده می‌شود. این زبان همچون دیگر زبان‌های معیار بیشتر در نوشتن کاربرد دارد.